# Marczis Demeter
Marczis Demeter (Ostoros, 1931. november 29. – Budapest, 2008. április 28.) operaénekes (basszus, basszbariton)
A Pécsi Nemzeti Színház operatagozatának alapító tagja, és évtizedeken át meghatározó alakja, előbb énekesként, majd a tagozat vezetőjeként. Színpadi repertoárja felölelte hangfaja valamennyi jelentős szerepét, mellette az oratóriumtól a magyar nótáig minden műfajban kiváló teljesítményt nyújtott. 

## Élete
Egri középiskolai tanulmányai után 1951–1959 között a budapesti Zeneakadémián Jászó Györgyné és Rősler Endre növendéke volt. Már főiskolai évei alatt is sikerrel szerepelt nemzetközi énekversenyeken. 1960-ban Rómában részt vett Tito Schipa háromhónapos mesterkurzusán.
1959-ben kezdte pályáját a Pécsi Nemzeti Színház újonnan alakult operatagozatának magánénekeseként. A Rigoletto Sparafuciléjaként debütált. Pécsi pályájának végén, az éneklés mellett 1984–1988 között az operaigazgatói posztot is betöltötte. 1990-ben a színház örökös tagjai közé is bekerült. 1988-ban nyugdíjba vonult. 1988–1994 között a Magyar Állami Operaház tagja volt. 1995–1997 között a Deutsche Bühne állandó vendége volt.
Dal- és óratóriuménekesként is gyakran lépett fel itthon és külföldön (Ausztria, Németország, Svájc) egyaránt. Az operairodalom számos főszerepét énekelte. Kiemelkedőek buffóalakításai. Sikeresek Mozart-szerepei. A hagyományos operaszerepek életre keltése mellett nagy érdeme van Sosztakovics Katyerina Izmajlova és Handel Julius Cæsar Egyiptomban című operájának pécsi és egyben magyarországi ősbemutatójának színpadra vitelében. Az utóbbi mű címszerepét is énekelte.
Temetése a Fiumei úti sírkertben zajlott.

## Szerepei
- Verdi: Rigoletto – Spartafucile
- Erkel Ferenc: Bánk bán – II. Endre; Tiborc
- Puccini: Bohémélet – Colline
- Verdi: A trubadúr – Ferrando
- Mozart: Szöktetés a szerájból – Ozmin
- Puccini: Tosca – Angelotti
- Offenbach: Hoffmann meséi – Lutter
- Verdi: Álarcosbál – Samuel
- Rossini: A sevillai borbély – Basilio
- Verdi: Don Carlos – II. Fülöp
- Nicolai: A windsori víg nők – Sir John Falstaff
- Sosztakovics: Katyerina Izmajlova – Borisz Tyimofejevics Izmajlov
- Mozart: Don Juan – Don Juan, Leporello
- Weber: A bűvös vadász – Remete
- Leoš Janáček: Jenůfa ― A polgármester
- Georg Friedrich Handel: 'Julius Cæsar Egyiptomban – Julius Cæsar
- Gounod: Faust – Mefisto
- Kacsóh Pongrác: János vitéz – Bagó
- Donizetti: Don Pasquale – Don Pasquale
- Verdi: Aida – Ramfis
- Romhányi József: Muzsikus Péter kalandjai – Viola bácsi
- Puccini: Gianni Schicchi – Gianni Schicchi; Signore Amantio
- Flotow: Márta – Lord Tristan Mickleford
- Puccini: Manon Lescaut – Geronte de Revoir
- Mozart: Varázsfuvola – Sarastro; Öreg pap [Sprecher]
- Bizet: Carmen – Zuniga
- Beethoven: Fidelio – Rocco
- Mozart: Figaro lakodalma – Figaro; Antonio
- Paul Hindemith: Hosszú karácsonyi ebéd – Brandon
- Wagner: Lohengrin – I. Henrik
- Pergolesi: Az úrhatnám szolgáló – Uberto
- Farkas Ferenc: Vidróczki – Marsó Lenci
- Kodály Zoltán: Háry János – Háry János
- Mozart: Così fan tutte – Don Alfonso
- Bartók Béla: A kékszakállú herceg vára – Kékszakállú herceg
- Offenbach: A két vak – Patachon
- Farkas Ferenc: A bűvös szekrény – Kádi
- Bizet: Gyöngyhalászok – Nourabad
- Kósa György: Kocsonya Mihály házassága – Az apa énekhangja

## Filmjei
- A király pantallója (1979)
- Peer Gynt (1988)

## Önéletrajza
- Életem az éneklés (2005)

## Díjai, elismerései
- Müncheni Nemzetközi Énekverseny, II. díj (1958)
- A Liszt Ferenc Zeneművészeti Főiskola dalversenye, I. díj (1959)
- VIT-díj, Bécs (1959)
- Toulouse-i Nemzetközi Énekverseny, IV. díj (1960)
- Liszt Ferenc-díj (1965)
- Érdemes művész (1974)
- Pro Teatro-díj (1979)
- Janus Pannonius-díj (1981)
- A Magyar Érdemrend tisztikeresztje (1992)
- Budapest V. kerület díszpolgára (2004)[6]
- Ostoros díszpolgára